# Rubus pedunculosus
Rubus pedunculosus là loài thực vật có hoa trong họ Hoa hồng. Loài này được D. Don miêu tả khoa học đầu tiên năm 1825.